# Всеукраинская крестьянская конференция (1918)
Всеукраинская крестьянская конференция (1918) или Всеукраинская конференция советов крестьянских депутатов состоялась 2—4 февраля (20—22 января) 1918 года в Харькове. Конференция была созвана согласно постановлению Первого Всеукраинского съезда Советов (декабрь 1917 года) для включения представителей крестьянства в состав ЦИК советов Украины. В связи с боевыми действиями в Харьков смогли приехать только 78 делегатов вместо запланированных 300. Из 78 делегатов 44 — большевики и им сочувствующие. 
Конференция рассмотрела такие вопросы:
1. О власти и о создании Украинского учредительного собрания;
2. Доклады с мест;
3. О земле;
4. Доклады народных секретарей;
5. Выборы в ЦИК советов Украины.

Конференция одобрила решение Первого Всеукраинского съезда Советов, деятельность Народного секретариата и ЦИК советов Украины и постановила, что власть в центре и на местах должна принадлежать исключительно советам рабочих, солдатских и крестьянских депутатов. В состав ЦИК советов Украины было избрано 20 депутатов, из них 10 - большевики.